# Sicyopterus lagocephalus
Sicyopterus lagocephalus és una espècie de peix de la família dels gòbids i de l'ordre dels perciformes.

## Morfologia
- Els mascles poden assolir 13 cm de longitud total[3] i les femelles 10,65.[4]

## Hàbitat
És un peix de clima tropical i demersal.

## Distribució geogràfica
Es troba des de les Comores (Àfrica oriental) fins a les Illes Australs (Polinèsia Francesa).

## Observacions
És inofensiu per als humans.